# Say You Love Me (singolo Jessie Ware)
Say You Love Me è un singolo della cantante inglese Jessie Ware, pubblicato il 28 settembre 2014 in download digitale, come secondo singolo estratto dall'album Tough Love. La canzone è scritta da Jessie Ware e Ed Sheeran.

## Video musicale
Il video ufficiale del brano è stato girato sotto la direzione del collettivo Tell No One.
Il video mostra diverse angolazioni della cantante che si esibisce con un semplice vestito scuro e scalza, su un palco decorato a mo' di savana circondata dagli usignoli. Verso la fine tutte le luci si spengono eccetto quella indirizzata su di lei.

## Tracce

### Download digitale
1. Say You Love Me – 4:17

### Remix EP
1. Say You Love Me (Shura remix) – 4:12
2. Say You Love Me (Gordon City remix) – 5:05
3. Say You Love Me (Alexander Adair remix) – 2:58

## Classifiche
| Classifica (2015) | Posizione massima |
| ----------------- | ----------------- |
| Australia         | 91                |
| Belgio            | 30                |
| Repubblica Ceca   | 85                |
| Irlanda           | 58                |
| Scozia            | 18                |
| Regno Unito       | 22                |

## Apparizione in altri media
- La canzone appare in una scena dell'episodio 2x08 della serie TV Looking.
- Sasha Simone si esibisce con la canzone alla semifinale di The Voice UK.
- La canzone compare in un finale alternativo di Cinquanta sfumature di grigio nella edizione Blu-Ray.
- La canzone è usata nella performance della video blogger Bethany Mota e il ballerino Derek Hough nella edizione statunitense di Ballando con le stelle.